# ITV1
ITV1 is een verzameling van twaalf franchises uit het ITV-netwerk, die in handen zijn van ITV plc. Het zendt uit op kanaal drie in Engeland, Wales, Zuid-Schotland, het eiland Man en op de Kanaaleilanden.

## Geschiedenis
Carlton en Granada, twee franchisehouders van het ITV-netwerk die in 2001 11 franchises in handen hadden, voerden in 2001 het ITV1 in op hun kanalen, samen met de regionale identiteiten van de elf regionale franchises. Die regionale merken verdwenen volledig in oktober 2002, voordat Granada en Carlton fuseerden om samen ITV plc te kunnen vormen in 2004. 
Bij een Rebranding werd op 14 januari 2013 de naam veranderd naar ITV. 

## Regionaal
Net als BBC One zendt ITV regionaal nieuws uit. In recente jaren heeft ITV hierop bezuinigd, door het aantal regio's waarin het uitzendgebied opgedeeld is te verminderen.

## Andere franchises
ITV wordt niet in heel het Verenigd Koninkrijk uitgezonden. In het midden- en noorden van Schotland zend STV uit, in Noord-Ierland zendt UTV uit. Deze zenders zijn aparte bedrijven, maar zenden net als ITV uit op kanaal drie. Bovendien worden programma's gezamenlijk gemaakt, en worden programma's gemaakt door een bedrijf in veel gevallen ook door andere bedrijven uitgezonden.

## Ontvangst
ITV is al jaren te ontvangen via de satelliet in al zijn regionale varianten. Aan de Belgische kust zat ITV Meridian op de kabel, vanaf 1 oktober 2009 tot april 2012 zat het in het analoge aanbod van telenet over heel Vlaanderen en een deel van Brussel, sinds 2012 is die zender uit het aanbod van Telenet verdwenen.